# ايمي غريفين
ايمي غريفين (بالإنجليزية: Amy Griffin)‏ (25 أكتوبر 1965 بالولايات المتحدة - ) هي مدربة كرة قدم ولاعبة كرة قدم أمريكية في مركز حراسة المرمى. شاركت مع منتخب الولايات المتحدة لكرة القدم للسيدات.

## وصلات خارجية
- ايمي غريفين على موقع الاتحاد الدولي (مؤرشف)  (الإنجليزية)